# The One with the Rumor
"The One with the Rumor" es el noveno episodio de la octava temporada de la comedia de situación Friends. Se estrenó en NBC el 22 de noviembre de 2001 en Estados Unidos. Continúa con la tradición del episodio del Día de Acción de Gracias anual en el programa. La estrella invitada en el episodio es el entonces esposo de Jennifer Aniston, Brad Pitt, en el papel de Will Colbert, amigo de Ross (David Schwimmer), quien durante la cena revela que Ross y él iniciaron el rumor en secundaria de que Rachel (Aniston) era hermafrodita.
El episodio fue dirigido por Gary Halvorson y escrito por Shana Goldberg-Meehan. Fue nominado a varios Premios Emmy, pero fue fuertemente criticado por un grupo educacional de intersexualidad. Fue visto por 24,24 millones de espectadores. La participación de Brad Pitt obtuvo críticas mixtas.

## Trama
Monica (Courteney Cox Arquette) les dice a sus amigos que no cocinará un pavo para el Día de Acción de Gracias, ya que sobrará mucho. Joey (Matt LeBlanc), molesto, le dice que él se comerá todo el pavo si es necesario. Monica acepta, y Joey termina comiéndose todo el pavo al final del episodio. Monica le dice a Rachel que invitó a un viejo amigo de Ross y ella de la secundaria llamado Will Colbert (Brad Pitt). Rachel no lo recuerda, y él reacciona extrañado cuando se entera de que comerá con ella.
En la cena, Will hostiga a Rachel por venganza, ya que ella le hacía burla por su sobrepeso. Más tarde revela que él y Ross iniciaron el rumor de que ella era hermafrodita en la secundaria. Rachel, ofendida, le recuerda a Ross que ella jamás lo lastimó en secundaria, hasta que Monica le recuerda que inició el rumor de que Ross se acostó con la bibliotecaria de 50 años de la escuela (aunque más tarde revela que es verdad). Ross y Rachel empiezan a discutir, y Monica les recuerda que van a tener un hijo y que algunas cosas son más importantes que la secundaria.

## Producción
Entertainment Weekly reportó que Pitt usaría un traje para lucir gordo en flashbacks de su infancia (al igual que lo hace Courteney Cox en algunos episodios), aunque el peso de Will fue específicamente infundido en el episodio. El episodio fue filmado el 2 de noviembre, después de cuatro días de ensayos.

## Recepción

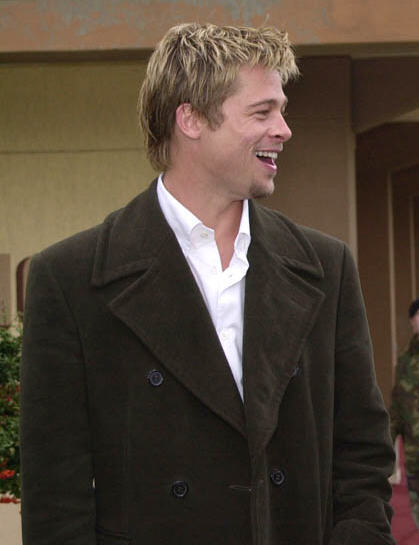
Brad Pitt interpretó a Will Colbert, un viejo amigo de Ross.

“The One with the Rumor” tuvo una audiencia de 13 millones de hogares y 24,24 millones espectadores en total. Cerca del final de la serie en 2004, Eric Deggans de St. Petersburg Times clasificó a Pitt como una de las peores estrellas invitadas en Friends: "Reacciones lentas, comedia demasiado exagerada, timidez casi palpable – A pesar de su carrera como actor de cine, Pitt sabía que estaba fuera de lugar en una comedia de situación. Después de cinco minutos observándolo, la audiencia lo notó también”. Su trabajo en el set lo hizo ser admirado por los miembros del elenco; Schwimmer comentó que la actuación de Pitt fue "definitivamente [...] fuera de este mundo" y LeBlanc dijo que "estuvo muy bien en el show". USA Today dijo que la línea de Will, "Look at her standing there with those yams. My two greatest enemies, Ross. Rachel Green and complex carbohydrates" (“Mírala ahí parada con las batatas. Mis dos grandes enemigos, Ross. Rachel Green y los carbohidratos”) fue una de las mejores del episodio. Obtuvo el grado de "Magnífico" (en inglés, Superb) en TV.com, con 9,3 sobre 10 de calificación (de 249 votos) y 8,9 sobre 10 en Internet Movie Database. El episodio clasificó en el número cinco en "NBC's 6 Favorite Friends Episodes Countdown" y en el número cuatro en "UK's 6 Favorite Friends Episodes Countdown".
El rumor de Rachel provocó críticas de Intersex Society of North America. Un miembro de la organización escribió una carta donde insultaba a NBC, además llamando al episodio “ignorante, ofensivo, degradante y poco profesional”. El miembro exigió a la cadena que se informaran sobre intersexualidad en el sitio oficial de la organización y se disculparan públicamente antes de futuros episodios.

### Nominaciones
Pitt fue nominado a un Premio Emmy por "Outstanding Guest Actor in a Comedy Series" por su participación en el episodio. También, Nick McLean fue nominado por "Outstanding Cinematography for a Multi-Camera Series", mientras que Stephen Prime por "Outstanding Multi-Camera Picture Editing for a Series", por su trabajo en el episodio.